# Clint Eastwood
Clint Eastwood (San Francisco, 1930. május 31. –) négyszeres Oscar- és háromszoros Golden Globe-díjas filmrendező, színész és producer.
Bár a kritikusok következetesen dicsérik újabb keletű rendezői munkáit (Millió dolláros bébi, Levelek Ivo Dzsimáról), Eastwood mégis leginkább a kemény fickót, antihőst megjelenítő szerepei miatt híres, mint a Piszkos Harry sorozat Callahan felügyelője, vagy a névtelen ember Sergio Leone spagettiwesternjeiben.

## Életpályája
Kaliforniában született. A családja gyermekkorában sokat költözött, mivel apja különféle munkákat végzett a nyugati parton. Tinédzser korában a családja a kaliforniai Oaklandben telepedett le, az ottani műszaki középiskolában érettségizett 1949-ben. Ezután a hadseregben szolgált.

### Filmkarrierje a 2010-es évekig
Leszerelése után kezdődött Eastwood filmes karrierje. Színészként kezdett dolgozni, kis szerepeket kapott olyan B-kategóriás filmekben, mint az A Fekete Lagúna rémének bosszúja (Revenge of the Creature), Tarantula és Francis in the Navy. 1959-ben lehetőséget kapott a Marhabőr (Rawhide) című sokrészes televíziós sorozatban: Rowdy Yates szerepével (akit Eastwood egy későbbi interjújában csak a „puszták idiótájának” nevezett) vált országszerte ismertté a neve. Megkapta a titokzatos névtelen ember főszerepet Sergio Leone western trilógiájában: Egy maréknyi dollárért (Per un pugno di dollari 1964), Pár dollárral többért (Per qualche dollaro in più 1965) és A Jó, a Rossz és a Csúf (Il Buono, il brutto, il cattivo 1966). Bár az első ezek közül nyilvánvalóan Kuroszava Akira Testőr-ének (Yojimbo) újraforgatása volt, Leone új képi stílust használt: még vadabbnak, féktelenebbnek és sivárabbnak mutatta a vadnyugatot, mint a többi hagyományos western. Ez a spagettiwestern virágkorát jelentette. Mindhárom film nagy siker volt, kiváltképpen a harmadik, és Eastwood azonnal nemzetközi sztár lett, újrafogalmazva az amerikai cowboyokról alkotott hagyományos képet (bár az általa megformált karakter inkább csak gyors kezű mesterlövész volt, mintsem tradicionális hős).
A hírnév újabb szerepeket hozott, még mindig a kemény fickó vonalon. Az 1968-as Kémek a Sasfészekben (Where Eagles Dare) című film stábjában – a maga 800 000 dollárjával – a második legjobban fizetett színész volt. Ugyanabban az évben szerepelt Don Siegel Coogan blöffje (Coogan's Bluff) című filmjében, ahol Eastwood egy magányos vidéki seriffet alakít, akinek egy nyomozás során a nyüzsgő New Yorkban kell helytállnia. Ez a film egy több mint tízéves együttműködéshez vezetett Eastwood és Siegel között, és itt jött létre az a kemény, hős rendőr karakter, amit majd Eastwood a Piszkos Harry-sorozat felügyelőjeként alakítani fog.
Eastwood műfajt váltott, a Fesd át a kocsidat! (Paint Your Wagon, 1969) című vadnyugati musicalben szerepelt. 1970-ben mutatták be a Kelly hőseit (Kelly's Heroes), melyben a kemény fickós akció szokatlan humorral keveredett, és Shirley McLaine westernje a Két öszvér Sára nővérnek (Two Mules for Sister Sara). Az 1971-es év kiemelkedő volt karrierje szempontjából: a háború és az erőszak utóhatásait vizsgáló, A tizedes háreme (The Beguiled) című drámában ismét Siegellel dolgozott együtt, majd megrendezte első filmjét a Játszd le nekem a Mistyt! (Play Misty for Me) című thrillert, amelyben az egyik főszerepet is ő alakította. Ekkor indult útjára Piszkos Harry sorozat is, amely új korszakot nyitott a zsarufilm műfajának történetében. Harry Callahan minden idők egyik leghírhedtebb nyomozójává vált, és megteremtette az öntörvényű igazságosztó zsaru imidzsét. A Piszkos Harryben (Dirty Harry 1971) és folytatásaiban (A Magnum ereje (Magnum Force 1973), Az igazságosztó (The Enforcer 1976), Az igazság útja (Sudden Impact 1983), Holtbiztos tipp (The Dead Pool 1988)) Eastwood előbb lőtt és csak utána kérdezett, nem csinált titkot belőle, hogy az áldozatok oldalán áll, és nem vérzik a szíve a hátba lőtt gonosztevőkért. A sorozat soha nem látott divatot csinált a Magnum pisztolynak, és szállóigévé vált Callahan mondása: „Rajta! Hadd legyen jó napom!” („Go ahead, make my day.”).
A hetvenes években két fontos, moralitás westernt is rendezett: Fennsíkok csavargója (High Plains Drifter 1973) és A törvényenkívüli Josey Wales (The Outlaw Josey Wales 1976). Továbbá 1973-ban Clint Eastwood megrendezte a később 3 Arany Glóbuszra jelölt filmjét, a Szerelem korhatárok nélkült (er.: Breezy)Kay Lenz és William Holden főszereplésével. Állítólag Eastwood is feltűnt a filmben egy kis jelenet erejéig (Man In Crowd on Pier). 1974-ben Eastwood összeállt egy fiatal színésszel, Jeff Bridges-szel a Villám és Fürgeláb (Thunderbolt and Lightfoot) című filmben, melyet Michael Cimino írt és rendezett. (Ő írta előzőleg A Magnum erejét is, és A szarvasvadász rendezésérért négy évvel később Oscar-díjat kapott.) A kritikusok és a nézők egyaránt megszerették a különös párost, a film az év egyik nagy sikere lett. Eastwood egy másik képességét mutatja be a képernyőn: a sziklamászást. A Bosszú az Eiger csúcsán (The Eiger Sanction) című filmben, melynek rendezője is ő volt, Eastwood egy 5.9-es szintű sziklamászót alakít kaszkadőr nélkül, csak a saját hegymászó tudását felhasználva. (Ez a film még a számítógép generálta ábrázolás CGI megjelenése előtt készült, így minden ott látható jelenet valódi.)
A Mindenáron vesztes (Every Which Way But Loose) (1978) című filmben Philo Beddoe rá nem jellemző és szokatlanul komikus szerepét alakította egy szeretetreméltó orangután társaságában. A kritikusok leszólták a filmet, ám az a mozikban hatalmas sikert aratott, és az 1980-ban leforgatott, Bármi áron (Any Which Way You Can) című folytatásával együtt a két legjobban jövedelmező Eastwood-produkció lett. 1979-ben újabb emlékezetes alakítást nyújtott Frank Morris, a szökött fegyenc szerepében, az igaz történeten alapuló Szökés Alcatrazból (Escape from Alcatraz) című filmben.
A negyedik Piszkos Harry filmet, Az igazság útját, 1983-ban mutatták be, ami átsegítette Eastwoodot a 80-as évekbe. (Még Ronald Reagan, az Amerikai Egyesült Államok elnöke is használta egyik beszédében a sorozatból elhíresült mondatot: „Hadd legyen jó napom!”.) 1984 decemberében mutatták be a Párbaj a városban (City Heat) című filmet, amiben Eastwood Speer nyomozót játszotta, Burt Reynoldssal a főszerepben. A film világszerte megbukott, Reynoldsot pedig az év legrosszabb színészének választották. 1985: Eastwood visszatért a vadnyugati történetekhez és a Shane című klasszikus western iránti tiszteletből megrendezte annak új képi megfogalmazását Fakó lovas (Pale Rider) címmel, melyben a főszerepet is ő játszotta. 1988: Az ötödik és egyben utolsó Piszkos Harry mozifilm, a Holtbiztos tipp (The Dead Pool) mindent összevetve sikeres volt, mégsem vonzott annyi nézőt a mozikba, mint az előző részek.
Első igazi rendezői sikere a Bird – Charlie Parker élete (Bird) című film volt, amelyben Charlie ’Bird’ Parker neves dzsessz-zenészre emlékezett, és amelyért a legjobb rendezőnek járó Golden Globe-díjat érdemelte ki 1989-ben, a Cannes-i Nemzetközi Filmfesztiválon Arany Pálma díjra jelölték. A film tiszteletadás Charlie Parker személye, zenéje és élete előtt: Eastwood rendszeresen látogatta a koncertjeit, ezen alkalmakat máig élete legfontosabb élményei közt említi – mélyen személyes ügynek, kötelességének érezte, hogy leforgassa ezt a filmet.
Eastwood szerepelt a Rózsaszín Cadillacben (Pink Cadillac 1989), majd a következő évben A zöldfülű (The Rookie 1990) című akció-vígjátékban. 1990-ben rendezte és játszotta Az elefántvadász (White Hunter, Black Heart) című filmet, amely szabad feldolgozása John Huston (az Afrika királynője című film rendezője) élettörténetének. A film kapott néhány elismerő kritikát, annak ellenére, hogy Katharine Hepburn (az Afrika királynőjének női főszereplője) a történet több elemének igaz voltát vitatta. 1992-ben rendezőként és színészként is részt vett a Nincs bocsánat (Unforgiven) című revizionista (szokatlan hangvételű, a lelki motívumokra és a realisztikus környezetrajzra hangsúlyt helyező) westernfilm létrehozásában, melyben rajta kívül még több ’nehézsúlyú' színész is szerepelt: Gene Hackman, Morgan Freeman és Richard Harris. A film nagy siker volt mind a kasszáknál, mind a kritikusok körében, kilenc Oscar-díjra jelölték, amelyből négyet meg is nyert – Eastwood személy szerint kettőt: a legjobb film és a legjobb rendező díját.
Nagy kasszasiker lett az 1993-ban bemutatott Wolfgang Petersen rendezte Célkeresztben (In the Line of Fire) című akciófilm, amelyben egy régebbi hibája miatt bűntudattal küszködő titkosügynököt alakít. Még ebben az évben együtt játszott Kevin Costnerrel a saját rendezésű Tökéletes világ (A Perfect World) című akció-thrillerben. A filmet a kritikusok többsége szerette, de a közönséget eléggé megosztotta: Amerikában megbukott, a világ többi részén viszont nagy kasszasiker lett. Zavarba ejtő alkotás, mindenképpen Eastwood egyik legrendhagyóbb rendezése, a szökött bűnöző és az általa elrabolt kisfiú között kialakuló apa-fiú-szerű kapcsolat újszerű és mély bemutatása.
1995-ben újabb műfaj kerül Eastwood repertoárjába, Meryl Streeppel az oldalán – saját rendezésében – egy romantikus drámában játszott, melynek címe: A szív hídjai (The Bridges of Madison County). A történet alapjául szolgáló regény világszerte bestseller volt, a filmet pedig a mozikban telt házak előtt játszották. (Meryl Streepet e szerepéért jelölték tizedszerre Oscar-díjra.) 1997: teljes egészében a rendezés felé fordul, elkészíti az Éjfél a jó és a rossz kertjében (Midnight in the Garden of Good and Evil) című krimit, majd az Államérdek (Absolute Power) című politikai thrillert, melyben a kiöregedő betörő szerepét is ő játszotta. 1999-ben egy újabb thrillert rendez: Az igazság napja (True Crime) címmel, melyben színészi feladatokat is vállal. 2000-ben forgatja az Űrcowboyok (Space Cowboys) című sci-fi vígjátékot, melyben Tommy Lee Jones, Donald Sutherland, James Garner és ő maga négy kiöregedett, de tettre kész űrhajóst alakítanak fergeteges sikerrel.
Következő rendezése a 2002-ben készült Véres munka (Blood Work) című thriller volt, melyben Eastwood egy öreg, de ravasz volt FBI-os nyomozót alakít, aki az úgynevezett ’számos-gyilkos’ nyomában jár. A Titokzatos folyó (Mystic River) című filmdrámáját 2003-ban mutatták be, mely Cannes-ban Technikai-művészi Vulcain-díjat kapott. Ugyanekkor vehette át „egyedülálló művészi tevékenységének” elismeréseként az Arany Hintó bronz szobrocskát. A Millió dolláros bébi (Million Dollar Baby, 2004) című filmje, melynek rendezője, szereplője, zeneszerzője és producere is egyben, megkapta a legjobb rendező és a legjobb játékfilm Oscar-díját. 2006-ban két nagy volumenű háborús filmet is rendezett: Levelek Ivo Dzsimáról (Letters from Iwo Jima) és A dicsőség zászlaja (Flags of Our Fathers). Az előbbi a szigetet védő japánok, az utóbbi pedig a véres ostromban részt vevő amerikai katonák története. Mindemellett „A Levelek Ivo Dzsimáról és A dicsőség zászlaja együtt egy háborúellenes film” – mondta Eastwood.
2007-ben ő volt a Grace elment című film zeneszerzője. A filmért két Golden Globe-díjra jelölték a legjobb betétdal kategóriájában a 2008. január 13-án megrendezésre kerülő eseményre. 2008-ban az Elcserélt életek (Changeling) című film rendezője és producere egyaránt Eastwood volt. Az Amerikai Egyesült Államokban 2008 novemberében tűzték először vetítésre. Az igaz történeten alapuló filmdráma főszereplője Angelina Jolie. A 2008-as díjszezonban a filmet három Oscar-díjra jelölték (köztük Jolie alakítását is a legjobb női főszereplő kategóriában). A rendezésért Eastwoodot a Brit Filmakadémia (BAFTA) díjára jelölték. 2008. december 12-én mutatták be a Gran Torino című filmjét is, mely kisebb költségvetése (33 millió dollár, szemben az Elcserélt életek 55 milliójával) és kevésbé ismert színészgárdája ellenére sokkal sikeresebbnek bizonyult: 326 millió amerikai dollár volt a film összbevétele, így a Gran Torino lett Eastwood legsikeresebb filmje, azonban a művész azt nyilatkozta, hogy ez volt az utolsó szerepe. 2009. október 18-án ellátogatott az először megrendezésre kerülő Lumiére Filmfesztiválra, Franciaország Lyon városába. Eastwood volt a filmes seregszemle díszvendége, és az életműdíj tulajdonosa is, majd a hétvégi Olympique Lyon és FC Sochaux-Montbéliard bajnoki futballmeccs népszerűsítésének céljából a mérkőzés kezdőrúgását is ő rúghatta.
Az amerikai filmszínházak 2009. december 11-én mutatták be Invictus című filmjét, mely Nelson Mandela életét dolgozza fel Morgan Freeman és Matt Damon főszereplésével. Az alkotást 3 Golden Globe-díjra (Clint Eastwood, Matt Damon, Morgan Freeman) és 2010 februárjában 2 Oscar-díjra (Matt Damon, Morgan Freeman) jelölték.

### 2010-es évektől
Felejthető filmnek titulálták a 2010-ben bemutatott rendezését, az Azután (Hereafter) című drámát, amelynek főhőse Matt Damon. 2011. november 11-én mutatták be J. Edgar – Az FBI embere című filmjét, amely J. Edgar Hoover, az FBI igazgatójának életét mutatja be Leonardo DiCaprio főszereplésével.
2012-ben annak ellenére vállalta el Az utolsó csavar (Trouble with the Curve) című film főszerepét, hogy négy évvel korábban, a Gran Torino sikere után kijelentette, hogy nem óhajt több filmszerepet játszani, inkább a rendezésre koncentrálna. Az alkotásban, amelyet régi alkotótársa, producere Robert Lorenz rendezett, mogorva baseball-edzőt játszik, aki fokozatosan elveszti a látását, és helyre hozza kapcsolatát felnőtt lányával. Eastwood egyébként az 1993-as Célkeresztben (In the Line of Fire) óta nem szerepelt olyan alkotásban, amelyet nem ő rendezett. A film a nyitóhétvégén visszafogott sikereket ért el az amerikai mozikban. Az utolsó csavar mindössze 48 millió dolláros összbevételt szerzett, tehát ez Eastwood egyik legkevésbé jövedelmező filmje lett.
2014-ben két filmjét is bemutatták: a Fiúk Jerseyből (Jersey Boys) az 1950-es évek Amerikájában röpíti a nézőt, ahol az énekes Frankie Vallie és a The Four Seasons zenekar történetét dolgozza fel az azonos című Broadway-szenzáció alapján. Az év végére került bemutatásra másik filmje, amely egy az iraki háború hőséről, Chris Kyle mesterlövészről szól, akinek a nevéhez fűződik a legtöbb találat az amerikai hadsereg történetében.
90 millió dolláros bevételével megdöntötte minden korábbi januári hétvége észak-amerikai mozis rekordját Eastwood hat Oscar-díjra jelölt Amerikai mesterlövész című iraki háborús filmje, jelentették be 2015. január 18-án. A filmet, amelynek Bradley Cooper és Sienna Miller a főszereplője, a legjobb filmnek járó Oscar-díjra is jelölték.

### A rendező
Eastwood a rendezést amolyan második karriernek szánta, ám végül nagyobb kritikai elismeréseket kapott rendezéseiért, mint színészi játékáért valaha is. Ismert filmjei közé tartozik a Nincs bocsánat, a Titokzatos folyó, a Millió dolláros bébi, A dicsőség zászlaja és a Levelek Ivo Dzsimáról. 2006-tal bezárólag huszonhét – nagyon változatos műfajú, többségében személyes indíttatású – filmet rendezett, jól ismert a filmiparban hatékonyságáról és azon törekvéséről, hogy filmjeit lehetőség szerint alacsony költségvetésből készítse el. Eddigi pályafutása során 5 Oscar (köztük egy életműdíj) és 102 más díjat nyert, számos (64) jelölés mellett.

### A producer
Eastwood ezek mellett sok filmjének a producere is volt egy személyben, a dollár-trilógia után, az 1970-es évek elején létrehozta saját produkciós cégét, a Malpaso Productions-t.
A Malpaso hosszú évek óta a Warner Bros. stúdióhoz kötődik (előtte sokáig az Universal-lal volt kapcsolatban), arról híres, hogy soha nem fut ki az időből, mindig költségvetésen belül marad, és stabilan visszahozza a befektetést.
A Malpaso spanyolul rossz lépést, félrelépést jelent, arra utalva, hogy amikor Eastwood elvállalta az első névtelen ember szerepet, akkor az ügynöke azt mondta neki, hogy ez egy ballépés a karrierje szempontjából. Amikor a trilógia nagy siker lett és Eastwood elhatározta, hogy saját produkciós céget alapít, ez az elnevezés megfelelően ironikusnak tűnt.
Amióta a cég létezik, Eastwood legtöbb filmjének ők végzik a produkciós munkáit. Az évek alatt jó kapcsolatot épített ki más filmkészítőkkel, újra és újra ugyanazzal a stábbal dolgozott: látványtervezőkkel, operatőrökkel, vágókkal és más technikai szakemberekkel. Személy szerint is jó a kapcsolata a Warner Bros. stúdióval, amely a legtöbb filmjét finanszírozta és forgalomba hozta. (Bár, egy 2004-es a The New York Times-nak adott interjújában Eastwood megjegyezte, hogy még most is néha nehéz meggyőznie a stúdiót, hogy az támogassa a filmjeit.)

### A zeneszerző
Clint Eastwood már kölyökkorában szerelembe esett a dzsesszel, lemezeket hallgatott, autodidakta módon zongorázni és énekelni tanult. Kedvenc előadói is ebből a korból valók: Count Basie, Thelonious Monk, Dave Brubeck, Charlie Parker, Duke Ellington és társaik.
Clint Eastwood első rendezői munkájának (Játszd le nekem a Mistyt!) főcímdalát saját kezűleg szerezte, s azóta filmzeneként – az elhagyhatatlan szimfonikusok mellett – csakis dzsesszt társít mozgóképeihez. Zeneszerzőként is részt vesz a munkálatokban. A Nincs bocsánat óta valamennyi filmjéhez hozzáteszi saját zenei tehetségét: néha dalt ír, máskor témákat komponál. Szerzeményeit maga játssza fel, nem idegen tőle sem a hangszer (a zongorán kívül, gitáron is remekül elboldogul), sem a stúdiókörnyezet, sem a zenekar, szólistaként és csapatjátékosként egyaránt jól teljesít.
Az Éjfél a jó és a rossz kertjében zenéje – melyben Eastwood saját szerzeményei is megszólalnak – dzsessz. Az Eastwood által szerkesztett filmzenei albumon, szerepel Cassandra Wilson, Diana Krall, Tony Bennett, Joshua Redman, Alison Krauss, még Kevin Spacey is.
Clint Eastwood soha nem vált hivatásos zenésszé, mégis megkapta azt, amire csak egy dzsessz-zenész vágyhat. 1997-ben meghívást kapott a dzsessz Mekkájaként méltán híressé vált Carnegie Hallba. Eastwood megosztva játszott saját szerzeményeket (Play Misty for Me, Claudia’s Theme…) és klasszikusokat (Round Midnight, Take Five …). Ez volt az Eastwood: After Hours, a Night of Jazz show.
Rendezőként és zenészként egyaránt sokat tett a dzsessz népszerűsítéséért, a zenészek pedig örömmel kapcsolódtak be a közös munkákba. Eastwood egy ízben azt nyilatkozta, hogy soha nem lesz képes méltó módon kifejezni és visszaadni mindazt, amit a dzsessztől kapott.
Zenei közreműködései:
| Előadó     | Előadó                         | Előadó                                                          |
| ---------- | ------------------------------ | --------------------------------------------------------------- |
| 1969       | Fesd át a kocsidat             | I Still See Elisa, I Talk To The Trees, Best Things, Gold Fever |
| 1980       | Bronco Billy                   | Barroom Buddies                                                 |
| 1980       | Bármi áron                     | Beers to You                                                    |
| 1982       | Lebujzenész                    | When I Sing About You, No Sweeter Cheater Than You              |
| 1984       | Párbaj a városban              | Montage Blues                                                   |
| Zeneszerző |                                |                                                                 |
| 1986       | Halálhágó                      | How Much I Care                                                 |
| 1993       | Tökéletes világ                | Big Fran's Baby                                                 |
| 1995       | A szív hídjai                  | Doe Eyes                                                        |
| 1997       | Államérdek                     | Power Waltz, Kate's Theme                                       |
| 1997       | Qui                            | Claudia's Theme                                                 |
| 1999       | Az igazság napja               | Why Should I Care                                               |
| 2000       | Űrcowboyok                     | Espacio                                                         |
| 2003       | Titokzatos folyó               | Mystic River                                                    |
| 2004       | Millió dolláros bébi           | Blue Morgan                                                     |
| 2006       | A dicsőség zászlaja            |                                                                 |
| 2007       | Grace elment                   |                                                                 |
| 2007       | The Tonight Show with Jay Leno | Don't Fence Me In                                               |

### Filmjei Magyarországon
Az utolsó olyan filmje, amelyet Magyarországon játszottak a mozik, a Gran Torino volt, amelyet 2009. április 16-án mutattak be. Ekkor párhuzamosan két Eastwood-film ment a magyar filmszínházakban, ugyanis az Elcserélt életeket két hónappal korábban mutatták be. A Gran Torino Magyarországon is jelentős sikereket ért el, premierje utáni hétvégén a magyar box-office negyedik helyéig jutott: 7479-en látták két nappal a bemutató után. A 2009 után bemutatott filmjei csak DVD forgalmazásban jelentek meg, a mozik nem játszották.
Eastwood sohasem járt Magyarországon. Fia, Kyle Eastwood 2010. május 20-án a budapesti Millenáris Parkban adott koncertet.

## Díjak, elismerések

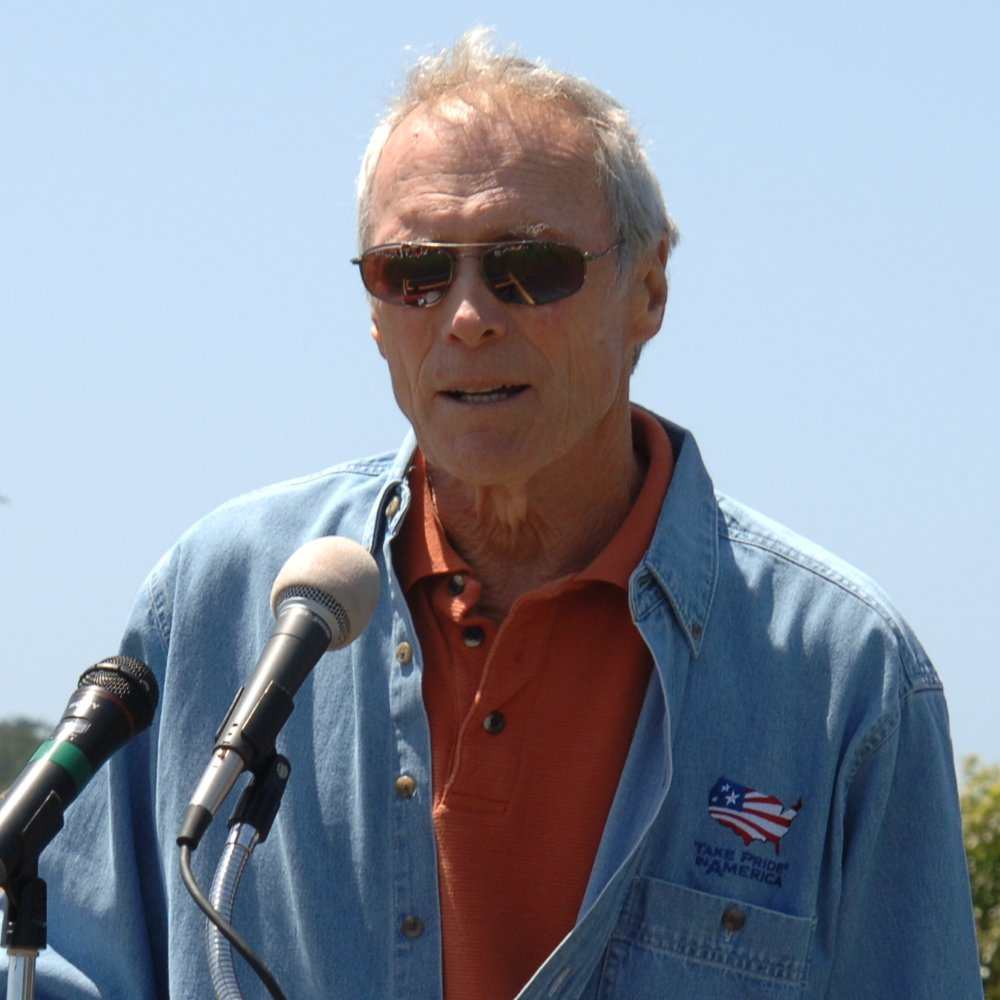
Clint Eastwood

Eastwoodot rendezéseiért és produceri közreműködéséért tíz alkalommal jelölték Oscar-díjra, öt alkalommal érdemelte ki a díjat. A Nincs bocsánat és a Millió dolláros bébi című filmjeiért két-két díjat kapott: nem csak mint a legjobb rendező vehette át a díjat, hanem producerként a legjobb film kategóriában is. Egyike korunk három rendezőjének (a 2018-ban elhunyt Miloš Forman és Francis Ford Coppola mellett), akik a legjobb film kategóriában díjazott filmek rendezésért is átvehették a szobrocskát. Eastwood 74 évesen a legidősebb rendező volt, aki bekerült ebbe az elit körbe. 1994-ben életművének, munkásságának elismeréséül megkapta az Oscar életműdíjat az Irving G. Thalberg emlékdíjat, amelyet annak a kreatív producernek adnak át, akinek munkái következetesen kiváló minőségű filmprodukciókat jelentenek. Kétszer jelölték a legjobb főszereplő kategóriában (Nincs bocsánat, Millió dolláros bébi), ezekért nem kapta meg az elismerést.
- 1998-ban megkapta a Golden Globe-díj filmeseknek járó Cecil B. DeMille-életműdíjat.
- 2000-ben megkapta a Kennedy Center-díjat, amelyet minden évben öt személy érdemel ki azok közül, akik az amerikai kultúra területén életútjuk során kiemelkedőt alkotottak a zene, tánc, színház, opera, film vagy televízió terén.
- 2001-ben a San Francisco-i Nemzetközi Filmfesztivál – mint a filmművészet mesterét – az Akira Kurosawa Award életműdíjjal tüntette ki rendezői munkásságáért.[20]
- 2003-ban – a filmipar kiemelkedő figurája – megkapta az UNESCO által 1995-ben alapított Federico Fellini Gold Medal díjat rendkívüli filmkarrierjének, és különösen filmrendezőként végzett munkájának elismeréséül.[21]
- 2004-ben a Titokzatos folyó című filmjéért Franciaország legrangosabb filmművészeti díját: César-díj a legjobb külföldi filmnek kapta.
- 2006-ban Grammy-díjra jelölték a legjobb filmzenei album kategóriában a Millió dolláros bébi zenéjével és megkapta a Stanley Kubrick Britannia Award for Excellence in Film díjat a Brit Filmakadémia Los Angeles-i csoportjától. Peter Morris elnök szerint Eastwood „vitathatatlanul nemzetközi ikon, és hatalmas teremtő erővel rendelkezik a kamera előtt és mögött egyaránt.” [22]
- 2007-ben Eastwood volt a Jack Valenti Humanitarian Award (Jack Valenti Humanitárius-díj) első díjazottja, amiért a filmiparban végzett munkája során pozitívan és tiszteletteljesen viszonyult a világhoz. Ugyanebben az évben megkapta a legmagasabb francia állami elismerést, a Francia Becsületrend lovagi fokozatát, melyet Jacques Chirac köztársasági elnök adott át neki, aki tiszteletét fejezte ki a 76 éves filmes „mérhetetlen színészi tehetsége és filmrendezői zsenialitása” előtt. A francia elnök beszédében úgy fogalmazott, hogy Eastwood „Hollywood legjobbját testesíti meg".[23]

### Fontosabb díjak, jelölések

#### Oscar-díj
- 2007 jelölés: legjobb rendező (Levelek Iwo Dzsimából)
- 2007 jelölés: legjobb film (Levelek Iwo Dzsimából)
- 2005 díj: legjobb rendező (Millió dolláros bébi)
- 2005 díj: legjobb film (Millió dolláros bébi)
- 2005 jelölés: legjobb férfi főszereplő (Millió dolláros bébi)
- 2004 jelölés: legjobb rendező (Titokzatos folyó)
- 2004 jelölés: legjobb film (Titokzatos folyó)
- 1995 díj: Irving G. Thalberg emlékdíj
- 1993 díj: legjobb rendező (Nincs bocsánat)
- 1993 díj: legjobb film (Nincs bocsánat)
- 1993 jelölés: legjobb férfi főszereplő (Nincs bocsánat)

#### BAFTA-díj
- 2009 jelölés: legjobb rendező (Elcserélt életek)
- 1993 jelölés: legjobb rendező (Nincs bocsánat)
- 1993 jelölés: legjobb film (Nincs bocsánat)

#### BAFTA/LA
- 2006 díj: Britannia-díj

#### Cannes-i fesztivál
- 2009 díj: Tiszteletbeli Pálma
- 2008 díj: a 61. cannes-i fesztivál díja (Elcserélt életek)
- 2008 jelölés: Arany Pálma (Elcserélt életek)
- 2003 jelölés: Arany Pálma (Titokzatos folyó)
- 1990 jelölés: Arany Pálma (White Hunter Black Heart (1990)
- 1988 díj: technikai-művészi Vulcain-díj (Bird – Charlie Parker élete)
- 1988 jelölés: Arany Pálma (Bird – Charlie Parker élete)
- 1985 jelölés: Arany Pálma (Fakó lovas)

#### Golden Globe-díj
- 2010 jelölés: legjobb rendező (Invictus – A legyözhetetlen)
- 2009 jelölés: legjobb filmzene (Elcserélt életek)
- 2009 jelölés: legjobb betétdal (Gran Torino)
- 2008 jelölés: legjobb filmzene (Grace is Gone)
- 2009 jelölés: legjobb betétdal (Grace is Gone)
- 2007 jelölés: legjobb rendező (Dicsőség zászlaja)
- 2007 jelölés: legjobb rendező (Levelek Iwo Dzsimából)
- 2005 díj: legjobb rendező (Millió dolláros bébi)
- 2005 jelölés: legjobb film (Millió dolláros bébi)
- 2004 jelölés: legjobb rendező (Titokzatos folyó)
- 1993 díj: legjobb rendező (Nincs bocsánat)
- 1989 díj: legjobb rendező (Bird – Charlie Parker élete)
- 1988 díj: Cecil B. DeMille-életműdíj
- 1971 díj: Henrietta-díj

#### Grammy-díj
- 2006 jelölés: legjobb filmzenei album (Millió dolláros bébi)

#### Velencei Nemzetközi Filmfesztivál
- 2002 díj: Future Film Festival Digital Award (Véres munka)
- 2000 díj: Arany Oroszlán életműdíj

#### Európai Filmdíj
- 2003 jelölés: legjobb nem európai film (Titokzatos folyó)

#### César-díj
- 2011 jelölés: legjobb külföldi film (Invictus – A legyőzhetetlen)
- 2010 díj: legjobb külföldi film (Gran Torino)
- 2006 díj: legjobb külföldi film (Millió dolláros bébi)
- 2004 díj: legjobb külföldi film (Titokzatos folyó)
- 1998 díj: Tiszteletbeli César
- 1996 jelölés: legjobb külföldi film (A szív hídjai)
- 1989 jelölés: legjobb külföldi film (Bird – Charlie Parker élete)

#### Egyéb
- 2003 Arany Hintó díj
- 2009 Lumière-díj

## Jelenlegi munkái
Eastwood és a Warner Bros. megvásárolták a James Hansen által írt First Man: The Life of Neil A. Armstrong című könyv megfilmesítési jogát.
2007 elején Eastwood bejelentette, hogy ő lesz a producere a Dave Brubeck legendás dzsessz-zongoristáról és zeneszerzőről szóló, Bruce Ricker által rendezendő dokumentumfilmnek. A film munkacíme: Dave Brubeck – In His Own Sweet Way, és Brubeck legutolsó szerzeményének (Cannery Row Suite) létrejöttét fogja nyomon követni. (Ez a mű a Monterey Jazz Festival megbízásából készült, és 2006-ban ott is mutatták be először.)
Eastwood már dolgozott együtt Bruce Rickerrel, közösen készítették a Thelonius Monk – Straight No Chaser és a The Last Of The Blue Devils filmeket is (ez utóbbi arról a koncertről szól, melyet 1974-ben Kansasban adtak Count Basie, Jay McShann, Big Joe Turner és más, a város zenei életében szerepet játszó zenészek). A páros jelenleg is dolgozik egy dokumentumfilmen The Music Never Ends címmel, melynek hőse a híres énekes: Tony Bennett.

## Magánélete
Eastwood kétszer nősült, hat  lánya és két fia van öt különböző asszonytól (1976 és 1988 között Sondra Locke színésznővel élt együtt, akivel több filmben is szerepelt, gyermekük nem született). Jelenleg két unokája van: Clinton (1984, Kimber fia) és Graylen (1994, Kyle lánya). 2013 áprilisában írta meg a sajtó, hogy megromlott Eastwood házassága, felesége, Dina pedig depresszió miatt bevonult egy arizonai magánklinikára.
Hivatalos tisztelői oldala van a Facebook közösségi oldalon, amelyet több, mint 1 millióan kedvelnek világszerte – jelentették be 2011. augusztus 9-én.

### Kapcsolatai
Roxanne Tunis (Eastwood első felesége)
1964. Kimber
1968. Kyle
Maggie Johnson
1972. Alison
Barrett Stone
1986. Scott
1988. Kathryn
Frances Fisher
1993. Francesca Ruth
Dina Ruiz (1996-2014)
1996. Morgan
Eastwood nyolcvanéves koráig megőrizte félhivatalos szexszimbólum státuszát. Ahogy egyszer mondta: „Szeretek azzal viccelődni, hogy amíg a gyerekeim nem ajándékoztak meg unokákkal, addig volt nekem két saját. Fantasztikus érzés apának lenni az én koromban. Nagyon szerencsés vagyok. Tisztában vagyok azzal, hogy mennyire igazságtalan dolog, hogy egy férfinak sokkal idősebb korában is születhet gyereke, mint egy nőnek."
Eastwood a tulajdonosa a Mission Ranch Szállodának és az előkelő Tehama Golf Clubnak a Monterey félszigeten található Carmelben. A klubba csak meghívásos alapon lehet bejutni, tagjainak száma 300 körül mozog, a belépési díj pedig fél millió dollár.
Eastwood mindemellett nagy zenerajongó, audiophile, szerelmes a dzsessz-zenébe. Egy terjedelmes és átfogó hanglemezgyűjtemény tulajdonosa, amelyeket egy Rockport lemezjátszón szokott meghallgatni. Zene iránti érdeklődését fia, Kyle is örökölte, aki sikeres dzsessz-zenész lett.

## Politikai pályája
Eastwoodot 1986-ban megválasztották a kaliforniai Carmel-by-the-Sea (amely egy gazdag kisváros és művészközösség a Monterey-félszigeten 4000 lakossal) polgármesterének. Frusztrálta a carmeli politikusok között tapasztalt bürokrácia, ezért egy kis költségvetésű, a lakossági és az üzleti közösség közötti rokoni kapcsolatokat kihangsúlyozó kampánnyal az utolsó pillanatban elindulva a választáson, a szavazatok 72,5%-át megszerezve két évre elnyerte a havi 200 dolláros fizetéssel járó tisztséget.
Eastwood regisztrált republikánus Kaliforniában. Támogatta Richard Nixon 1968-as kampányát. Ő magát libertariánusnak vallja, filozófiája: „Mindenki hagyja békén a másikat.” („Everyone leaves everyone else alone”). Nem ellenzi a homoszexuálisok házasságát sem, erről 2012-ben mesélt Ellen DeGeneres talkshowjában.
2012. augusztus 30-án a Republikánus Párt Florida állambeli Tampa Bay Times Forum rendezvényközpontban tartott négynapos elnökjelölt-állító konvenciójának utolsó napján Barack Obama amerikai elnököt gúnyolta negyedórás beszédében. Eastwood egy üres székkel kommunikált a beszéd közben, akit az elnöknek nevezett.
„Láttam azt az üres széket, amit nekem tettek oda, hogy üljek le. Erről jutott eszembe az ötlet, hogy elbeszélgessek az elnökkel, mintha csak ott ülne. Három dolgot akartam ezzel elmondani: hogy Hollywoodban nem mindenki baloldali, hogy Obama számos ígéretét megszegte, és hogy az olyan elnököt le kell váltani, aki nem végez jó munkát. Erre a demokraták azt hitték, szenilis lettem, a republikánusok pedig biztosak voltak benne” – nyilatkozta később.
A felszólalás sokaknak tetszett, és a közvélemény-kutatások szerint emlékezetesebb beszéd volt, mint magáé az elnökjelölté, Mitt Romneyé. „Csalódtam a reakciókban, azt hittem, legalább jelölnek elnöknek” – ironizált később Eastwood.

## Válogatott filmográfia

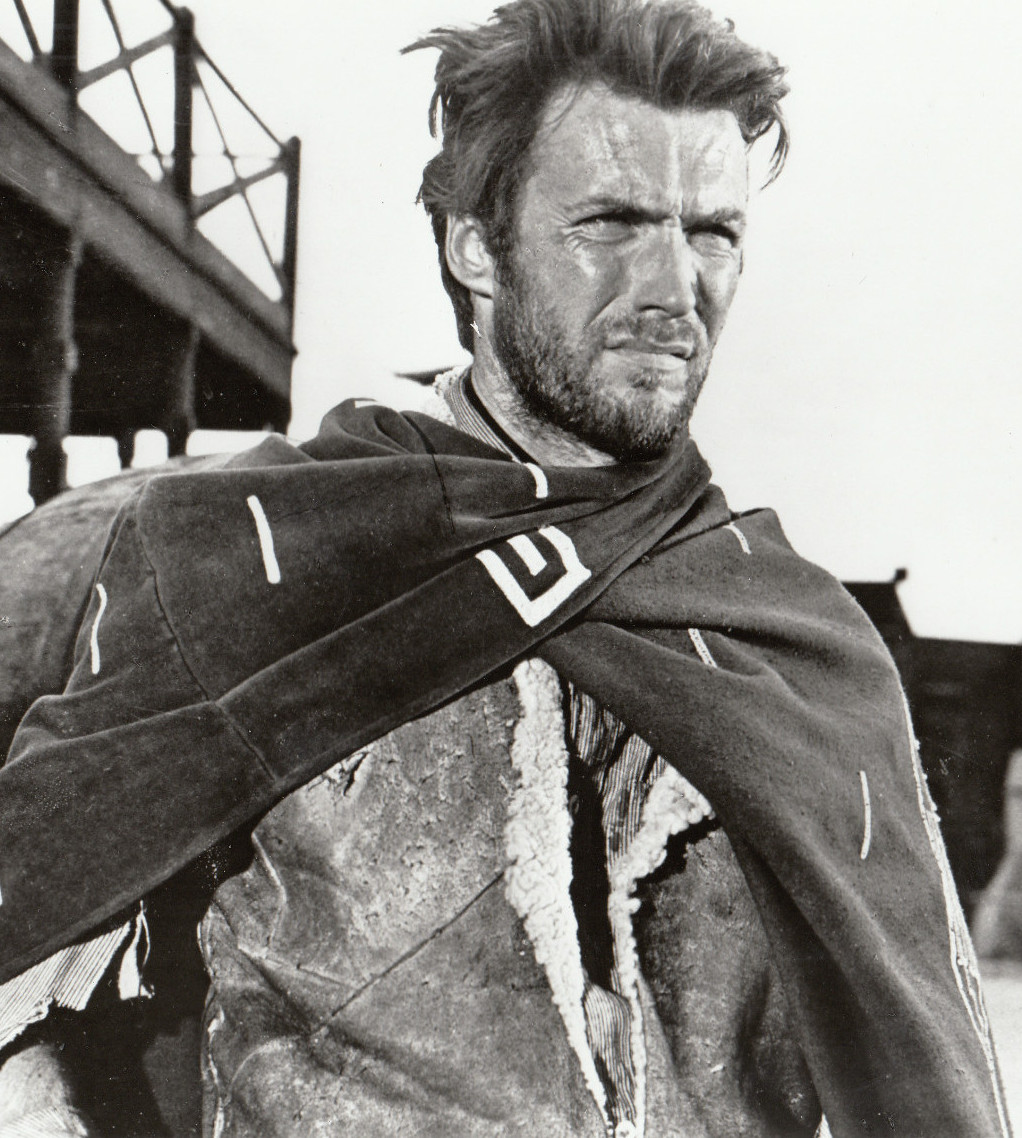
Eastwood az 1960-as években.

### Színészként
(Megjegyzés: a filmrendezőként is jegyzett filmjeit a Rendezőként szakasz sorolja fel)
- 1959–1965: Rawhide (westernsorozat)
- 1964: Egy maréknyi dollárért
- 1965: Pár dollárral többért
- 1966: A Jó, a Rossz és a Csúf
- 1967: Boszorkányok
- 1968: Akasszátok őket magasra
- 1968: Coogan blöffje
- 1968: Kémek a Sasfészekben
- 1969: Fesd át a kocsidat!
- 1970: Két öszvér Sára nővérnek
- 1970: Kelly hősei
- 1971: A tizedes háreme
- 1971: Piszkos Harry
- 1972: Joe Kidd
- 1973: A Magnum ereje
- 1974: Villám és Fürgeláb
- 1976: Az igazságosztó
- 1978: Mindenáron vesztes
- 1979: Szökés az Alcatrazból
- 1980: Bármi áron
- 1984: Párbaj a városban
- 1988: Holtbiztos tipp
- 1989: Rózsaszín Cadillac
- 1993: Célkeresztben
- 1995: Henrietta csillaga
- 2012: Az utolsó csavar

### Rendezőként
(Megjegyzés: A ‡ szimbólummal jelzett filmekben nem szerepel színészként)
- 1971: Játszd le nekem a Mistyt!
- 1973: Fennsíkok csavargója
- 1973: Szerelem korhatár nélkül
- 1975: Bosszú az Eiger csúcsán
- 1976: A törvényenkívüli Josey Wales
- 1977: A vesszőfutás
- 1980: Bronco Billy
- 1982: Lebujzenész
- 1982: Tűzróka
- 1983: Az igazság útja
- 1984: Kötéltánc
- 1985: Fakó lovas
- 1986: Halálhágó
- 1988: Bird – Charlie Parker élete ‡
- 1990: Az elefántvadász
- 1990: A zöldfülű
- 1992: Nincs bocsánat
- 1993: Tökéletes világ
- 1995: A szív hídjai
- 1997: Államérdek
- 1997: Éjfél a jó és a rossz kertjében ‡
- 1999: Az igazság napja
- 2000: Űrcowboyok
- 2002: Véres munka
- 2003: Titokzatos folyó ‡
- 2004: Millió dolláros bébi
- 2006: A dicsőség zászlaja ‡
- 2006: Levelek Ivo Dzsimáról ‡
- 2008: Elcserélt életek ‡
- 2008: Gran Torino
- 2009: Invictus – A legyőzhetetlen ‡
- 2010: Azután ‡
- 2011: J. Edgar – Az FBI embere ‡
- 2014: Fiúk Jerseyből ‡
- 2014: Amerikai mesterlövész ‡
- 2016: Sully – Csoda a Hudson folyón ‡
- 2018: A párizsi vonat ‡
- 2018: A csempész
- 2019: Richard Jewell balladája ‡
- 2021: Cry Macho – A hazaút

## Diszkográfia (hanglemezjegyzék)
- Grace elment (filmzene, 2007)
- Out of Shawdos (nagylemez, 2001)
- Eastwood After Hours (nagylemez, 1997)
- Make My Day (kislemez, 1984, T.G. Sheppard-del közösen)
- Cowboy in a Three Piece Suit (kislemez, 1981)
- Barrom Buddies (kislemez, 1980)
- Kelly hősei (filmzene, 1970)
- Fesd át a kocsidat (filmzene, 1969)
- Unknown Girl (kislemez, 1961)
- Rawhide’s Clint Eastwood Sings Cowboy Favourites (nagylemez)
- For you, For Me, For Evermore (nagylemez)
- Rowdy (kislemez)

## Életrajzi dokumentumfilm
- Clint Eastwood Titkos Albuma (L'album secret de Clint Eastwood, francia dokumentumfilm, 2012, rendezte: Pierre Maraval, narrátor: Mezei Kitty)

## Érdekességek
- Édesanyja – Margaret Ruth Runner – 2006-ban, 97 éves korában halt meg.
- Nevének egyik anagrammája: "Old West Action".
- Visszatérő híresztelés, hogy Eastwood az angol komikus Stan Laurel fia. Ez nem igaz, bár arcvonásaik és hajviseletük felületes hasonlósága, és a tény, hogy Eastwood egy napon született Laurel fiával, biztosítja, hogy ez a legenda felbukkanjon.[28]

- A Vissza a jövőbe III című filmben a főszereplő, Marty McFly a Clint Eastwood nevet veszi fel a régi vadnyugaton játszódó filmben. Sőt, Marty egy vasdarabot használ golyóvédő mellényként, amikor Buforddal párbajozik (a második rész alapján ez már előre sejthető, akkor ugyanis Biff fürdőzés közben az Egy maréknyi dollárért című filmet nézi).
- Stephen King több interjúban is elmondta, valamint a A Setét Torony könyvek elő- és utószavaiban is leírta, hogy a népszerű fantasy/sci-fi/western-ciklus főhősét (Roland Deschain, más néven Gileádi Roland, a Harcos) többek között Clint Eastwood ihlette. Azt is elmondta, hogy Rolanddal egy olyan karakán, búskomor férfit szándékozott megtestesíteni, mint az Eastwood névtelen embere a A jó, a rossz és a csúf című filmben.
- A legendás reggae-dobos, Lee „Scratch” Perry 1969-ben készített egy dalt, melynek a Clint Eastwood címet adta.
- A Gorillaz virtuális együttesnek két kapcsolódó dala is van: a Gorillaz albumon a Clint Eastwood, a Demon Days albumon pedig a Dirty Harry című.
- Eastwood – bár kibernetikus formában – a fő karaktere (sofőr) a Nitro elnevezésű számítógépes játéknak, melyet a Psygnosis adott ki 1990-ben Commodore, Amiga és Atari-ST számítógépekre.
- Egy 1980-as évek beli svéd heavy metal együttes utána nevezte el magát: The Clint Eastwood Experience (A Clint Eastwood Élmény???).
- A Command & Conquer: Yuri's Revenge számítógépes RTS-játékban a szövetséges hadjárat második küldetésében (ami Hollywoodban zajlik) megtalálható egyik karaktert Flint Westwood-nak hívják, aki egy cowboyt alakító színész. (A karakter neve a játékot kiadó Westwood Studios nevével is összekapcsolódik.)[29]
- A Serious Sam: The Second Encounter számítógépes játékban szintén egy névferdítés jelenik meg: „East Clintwood Intézet, melyet egy híres filmcsillagról neveztek el”.
- A Fallout 2 számítógépes játékban a nagyfőnököt Frank Horrigan-nek hívják, amely Eastwood karakterének a neve a Célkeresztben című filmben.
- A népszerű reggae zenész és lemezlovas, D.J. Robert Brammer is használta a Clint Eastwood nevet.
- Eastwood volt az alapvető ihletője a Marvel Comics képregénykiadónak dolgozó Stan Lee-nek, amikor megalkotta a híres X-men csapat tagját egyik mutáns karakterét, a Rozsomákot, mely a magyar fordításban a kissé félrevezető Farkas nevet kapta.
- A Counter-Strike népszerű lövöldözős játékban a gyakorlott térképész készíthet egy de_westwood elnevezésű térképet, amely a A jó, a rossz és a csúf zenéjét játssza minden kör elején.
- Olyan magyar filmművészek szólaltatták meg Eastwoodot, mint Reviczky Gábor, Kautzky Armand, Koroknay Géza, Koncz Gábor és Szakácsi Sándor.